# براين فيرلي
براين فيرلي (بالإنجليزية: Brian Fairlie)‏ مواليد 13 يونيو 1948 في كرايستشرش، هو لاعب كرة مضرب نيوزلندي سابق بدأ مسيرته كمحترف سنة 1968 وكان يلعب باليد اليمنى، اعتزل اللعب في 1979. أعلى تصنيف له في الزوجي كان المركز الـ 27 في سنة 1977.

## الفردي: الألقاب (2)
| السنة | الدورة          | السطح | الخصم في النهائي | النقاط             |
| 1973  | لندن، إنجلترا   | صلب   | مارك كوكس        | 2–6, 6–2, 6–3, 6–4 |
| 1976  | مانيلا، الفلبين | صلبة  | روفيلس راي       | 7–5, 6–7, 7–6      |

## روابط خارجية
- براين فيرلي على موقع رابطة محترفي التنس (الإنجليزية)
- براين فيرلي على موقع الاتحاد الدولي لكرة المضرب (الإنجليزية)
- براين فيرلي على موقع كأس ديفيز (الإنجليزية)
- براين فيرلي على موقع خلاصة التنس.كوم (الإنجليزية)